# Delaware Wings
O Delaware Wings foi um clube americano de futebol que foi membro da American Soccer League.

## História
O clube jogou a American Soccer League entre 1972 e 1974.